# Juniville
Juniville je francouzská obec v departementu Ardensko v regionu Grand Est. V roce 2012 zde žilo 1 205 obyvatel. Nachází se zde římskokatolický kostel sv. Amanda.

## Sousední obce
Alincourt, Annelles, Aussonce, Bignicourt, Ménil-Lépinois, La Neuville-en-Tourne-à-Fuy, Perthes

## Vývoj počtu obyvatel
Počet obyvatel